# Aura Guerra de Villalaz
Aura Guerra de Villalaz is een Panamees jurist en rechtsgeleerde. Ze was hoogleraar strafrecht, mensenrechten en procesrecht en daarnaast advocaat, griffier en rechter. Sinds 2003 was ze rechter van het Rwanda-tribunaal in Tanzania.

## Levensloop
Guerra werd geboren in El Santo in het district Bugaba. Ze behaalde een licentiaat in rechten en politicologie aan de Universiteit van Panama en studeerde daarna verder in strafwetenschappen aan de Nationale Autonome Universiteit van Mexico. Hier behaalde ze haar graad van Meester in de rechten in 1974. Ook volgde ze hier doctorale studie, maar promoveerde niet.
Ze was hoogleraar aan de Universiteit van Panama, de Universiteit Santa María la Antigua en de Latijnse Universiteit op het gebied van strafrecht, mensenrechten en procesrecht. Verder diende ze als rechter aan verschillende gerechtshoven en was ze rapporteur, griffier en magistraat aan het hooggerechtshof. Ook trad ze zelf op als advocaat. Verder was ze directeur van het Centrum voor Juridisch Onderzoek van de Universiteit van Panama. Sinds 2003 was ze rechter van het Rwanda-tribunaal in Arusha in Tanzania.
Ze bracht een aantal artikelen en papers uit; haar specialismen zijn onder meer jurisprudentie in het strafrecht en Panamees abortusrecht. Ze Is lid van een groot aantal juridisch organisaties in vooral het binnenland en bezocht ze verder veel internationale bijeenkomsten op haar vakgebied. Ze ontving meerdere verschillende onderscheidingen.